# Deux flics à Belleville
Pour le film de cinéma, voir Le Flic de Belleville.
Deux flics à Belleville est un téléfilm français réalisé par Sylvain Madigan en 1990.

## Synopsis
Deux jeunes policiers portent le même nom, à la suite d'une erreur de l'administration. Ils vont devoir faire preuve de talent.

## Fiche technique
Source : IMDb, sauf mention contraire
- Réalisateur : Sylvain Madigan
- Scénariste : Alexis Lecaye
- Producteur : Sylvain Madigan
- Format :  Couleur
- Pays d'origine : France
- Genre : Film policier
- Durée : 91 minutes
- Date de diffusion : 13 décembre 1990 sur TF1

## Distribution
- Patrick Timsit : Simon Hadad
- Kader Boukhanef : Karim Hadad
- Michel Galabru : le commissaire Santucci
- Anaïs Jeanneret : Julie
- Jean-Pierre Sentier : Félix
- José Artur : Julien
- Michel Peyrelon : Morel
- Roch Leibovici : Serge
- Rabah Loucif : L'épicier
- Jeanne Herviale : Mme Julie
- Patrick Braoudé : Roitelet
- Gérard Krawczyk : Babacool
- Fejria Deliba : Samia